# Sarota chrysus
Espèce
Sarota chrysus est une espèce d'insectes lépidoptères (papillons) appartenant à la famille des Riodinidae et au genre Sarota.

## Taxonomie
Sarota chrysus a été décrit par Caspar Stoll en 1782 sous le nom de Papilio chrysus.
Synonymes : Helicopis dematria Doubleday, 1847; Charis chrysus forme polypoecila Stichel, 1910.

### Nom vernaculaire
Sarota chrysus se nomme Chrysus Sarota ou Stoll's Sarota en anglais,.

## Description
Sarota chrysus est un papillon aux ailes antérieures à l'apex arrondi et l'angle externe anguleux et aux ailes postérieures avec quatre queues chacune, deux plus longues que les deux autres. Le dessus est marron à noirâtre avec quelques taches blanches aux ailes antérieures.
Le revers est beige rayé d'ocre, bleu clair, cuivré et marron avec aux ailes antérieures une marge et une ligne submarginale ocre cuivré.

## Écologie et distribution
Sarota chrysus est présent au Mexique, en Colombie, au Venezuela, en Bolivie, en Équateur, en Guyane,en Guyana, au Surinam, à Trinité-et-Tobago et au Brésil.

### Protection
Pas de statut de protection particulier.